# دوري الدرجة الأولى الأرجنتيني 1972
دوري الدرجة الأولى الأرجنتيني 1972 (بالإسبانية: Campeonato Nacional 1972)‏ هو الموسم 42 من دوري الدرجة الأولى الأرجنتيني. أشرف على تنظيمه اتحاد الأرجنتين لكرة القدم، وكان عدد الأندية المشاركة فيه 26، وفاز فيه نادي سان لورينزو.